# 穆罕默德·伊本·阿卜杜勒·瓦哈卜
穆罕默德·伊本·阿卜杜勒·瓦哈卜（Muḥammad ibn ʿAbd al-Wahhāb，1703年—1792年6月22日），又译瓦哈比，是中阿拉伯半岛内志的宗教领袖、神学家，是如今被称作瓦哈比派的伊斯兰宗教创始人、现代伊斯兰原教旨主义、伊斯兰恐怖主义之父。瓦哈卜出身教法学世家，他早年接受过罕百里教法学派的正统教育，而罕百里则是他出身地区最流行的教法学派。尽管瓦哈卜接受了传统的逊尼派教育，但他之后却渐渐开始反对当时许多主流的逊尼派宗教仪轨，如朝拜圣人陵墓（中国回族称“拱北”）。瓦哈卜认为这类行为无异于发明异端教条甚至是偶像崇拜。虽然他的学说在当时被许多逊尼派学者反对（包括他自己的父亲与兄弟），瓦哈卜与穆罕默德·本·沙烏地共同起草了一份政教协议以帮助沙特建立德拉伊耶酋长国，第一沙特王国，从此开启了其家族与沙特王室共享权力之路，延续至今。谢赫家族是沙烏地阿拉伯王国内具有领导地位的宗教家族，他们是瓦哈卜的后裔，且历史上一直领导着乌理玛并主导着各个神职机构。

## 早年
根据普遍被接受的说法，瓦哈卜生于1703年，回历1114年。其出身的部族为内志地区乌雅伊纳的巴努塔敏部，根据部族的谱系，他们是易司马仪裔孙阿德南的后人。在瓦哈卜崛起前，他的家乡很少有伊斯兰教育的痕迹。因此，瓦哈卜青年时期并未受到完备的伊斯兰教育。然而，该地区涌现了几位显赫的罕百里教法学家。他的祖父苏莱曼·伊本·阿里是内志地区的大学者，父亲阿卜杜勒·瓦哈卜·伊本·苏莱曼是一名罕百里教法法官。
瓦哈卜早年的课业包括背诵古兰经以及根据伊本·库达玛（？-1223年）所列出的大纲学习基础的罕百里学派教法、神学。库达玛是中世纪罕百里学派的代表性人物，由于朝拜拱北并相信圣人能以神的恩典施展奇迹这样一种信条已经深入人心并受到教法学家承认，他的著作在内志地区具有很高威望。瓦哈卜先是师从自己的父亲。但不久，瓦哈卜便开始质疑朝圣行为，他离开内志可能也是为了去其他地区了解朝圣是否也如此流行。
在离开乌雅伊纳后，他去往麦加朝觐。麦加的学者有着与瓦哈卜不相容的见解和教导，瓦哈卜觉得无法接受。随后，他又去了麦地那，并在那里形成了其后期思想的蓝图。在麦地那，瓦哈卜遇到了一名来自内志的罕百里教法学家阿卜杜拉·伊本·易卜拉欣·内志迪（ʿAbd Allāh ibn Ibrāhīm al-Najdī）。此人是新罕百里学派伊本·泰米叶学说的追随者。泰米叶的学说是富有争议的，在数个历史重要时期，他的学说都被逊尼派学者视作异端、歧见。瓦哈卜的导师阿卜杜拉·伊本·易卜拉欣·伊本·赛义夫（ʿAbd Allāh ibn Ibrāhīm ibn Sayf）将相对年轻的瓦哈卜介绍给了苏菲派纳克什班迪教团的穆罕默德·哈亚特·伊本·易卜拉欣·辛迪，并推荐他做辛迪的学生。瓦哈卜与辛迪过从甚密，瓦哈卜在后者那里停留了一段时间。辛迪建议瓦哈卜不要遵从有关伊斯兰教圣人和圣人拱北的习俗，这些教导与瓦哈卜后来的思想类似。
在麦地那由于争议，瓦哈卜遭到驱逐。于是，他走出了阿拉伯半岛，并来到了巴士拉。瓦哈卜在巴士拉再次与当地人进行了激烈的辩论，他认为当地人进行偶像崇拜，违反一神教义。当地的权贵感到愤怒并将他驱逐出境，瓦哈卜离开巴士拉时徒步行走，几乎丧命。不过据其孙子称，瓦哈卜在巴士拉获得了书写其著作《神圣合一之书》的灵感。
离开巴士拉，瓦哈卜来到了大马士革。但最终还是因为坚持己见而被迫离开当地。走投无路的瓦哈卜只好回到家乡投靠父亲。而他的父亲以及兄弟苏莱曼·伊本·阿卜杜勒·瓦哈卜对他的学说也持反对意见，苏莱曼甚至成为第一个专门著述驳斥瓦哈卜的学者。

### 早期传教
回到家乡后，瓦哈卜的学说吸引了一些投機份子。其中就包括了乌雅伊纳的统治者乌斯曼·伊本·穆阿迈尔（Uthman ibn Mu'ammar）。和穆阿迈尔一起，瓦哈卜打算协助他将势力扩大至内志以至更远的地方，作为交换，穆阿迈尔需支持瓦哈卜的宗教学说。由此，瓦哈卜开始着手实现他的一些宗教改革理念。首先，他填平了先知穆罕默德的同道扎耶德·伊本·哈塔卜的墓以禁绝朝拜拱北。然后，他下令砍伐本地人视为神树的树木，而他自己则亲手砍倒了最受崇敬的一棵。最后，他将一名犯下通奸罪的女性处以石刑。
瓦哈卜的这些举动引起了巴尼哈立德部的苏莱曼·伊本·穆罕默德·伊本·古赖尔（Sulaiman ibn Muhammad ibn Ghurayr）的关注。此人是当时哈薩綠洲和盖提夫的酋长，在内志地区位高权重。伊本·古赖尔逼迫穆阿迈尔将瓦哈卜赶走或杀死，否则穆阿迈尔将不得再从自己的领地征税。瓦哈卜遂遭驱逐。

## 沙烏地国家的崛起

### 与穆罕默德·本·沙烏地的盟约
瓦哈卜被驱逐出乌雅伊纳后，他受德拉伊耶统治者穆罕默德·本·沙烏地的邀请去往彼地。在德拉伊耶居住了一段时日后，瓦哈卜得以与沙特建立起他生涯中第二份与统治者之间的盟约，而这份盟约则更为成功。瓦哈卜和沙烏地认为他们能够联手将阿拉伯半岛上的人们带回他们眼中真正的伊斯兰教信仰。据史料记载，当二人第一次见面时，本·沙烏地说道：
这片绿洲是你的，不要惧怕你的仇敌。因着神之名，即使全内志都接到命令将你驱逐，我们绝不驱逐你。——马达维·拉希德，沙特阿拉伯史: 16
而瓦哈卜则回答道：
你是此地之长，且富有智慧。愿你能誓言圣战以绝不信者。你作伊玛目，领导穆民，我则专制教务。——马达维·拉希德，沙特阿拉伯史: 16
公元1744年，两人互誓忠诚，并订下盟约。瓦哈卜负责宗教事务，而沙烏地则负责行政、军事事务。这份盟约使双方互相支持并分享权力。这份沙烏地王室与谢赫家族及其追随者之间的盟约延续了已近三百年，为沙烏地国家的扩张提供了意识形态方面的动力。

### 德拉伊耶酋长国（第一沙特王国）
瓦哈卜与沙烏地的1744年盟约标志着第一沙烏地王国的崛起，即德拉伊耶酋长国。有了明确的意识形态动力后，沙烏地首先征服了内志，并将萨拉菲主义传播到当今沙烏地阿拉伯国境四处，同时消除他们认为有多神教嫌疑的行为并传播瓦哈卜本人的学说。

## 晚年
1766年，穆罕默德·本·沙烏地遭到暗杀，其子阿卜杜勒-阿齐兹·本·穆罕穆德即位。瓦哈卜将其女嫁给了阿卜杜勒-阿齐兹；这场联姻强化了瓦哈卜与沙烏地的盟约。他们四处征讨，将不服从瓦哈比派的穆斯林的财产没收，并聲稱夺取他们的财产是主对他们虔诚的赏赐。由此，瓦哈卜变得极为富有，他和沙烏地穷极奢侈腐敗。1773年，瓦哈卜和沙烏地征服了利雅得并计划继续进军伊拉克和叙利亚。他一直担任大伊玛目至1792年去世为止。截止其死期，沙烏地家族已经以利雅得为中心统治大片阿拉伯地区。据史学家伊本·比希尔称，作为大伊玛目，沙烏地国内所有政务事无巨细都需经过他的同意。临死前，瓦哈卜将伊玛目的职位授予了女婿阿卜杜勒-阿齐兹。

## 身后
瓦哈比派和沙烏地政权在瓦哈卜本人去世后仍旧推进其扩张计划。1802年，瓦哈比派以一万两千人的兵力攻陷了波斯的卡尔巴拉城，洗劫了伊玛目侯赛因圣陵中的无数财宝并屠杀了四千余人，包括妇女和儿童。1805年，瓦哈比派占领了麦加与麦地那并宣布不承认鄂圖曼帝国苏丹圣地守护者的头衔。占领区内所有除古兰经与圣训集以外的书籍全数遭到焚毁。城中财产也被洗劫一空。鄂圖曼帝国因同时需要应付俄罗斯、英国、奥地利以及埃及而无暇抽身。大英帝国则乐于见到瓦哈比派在鄂圖曼帝国的后方造成动乱。直到1812年，帝国方才委托埃及的穆罕默德·阿里帕夏讨伐瓦哈比派。阿里帕夏成功地夺回了两圣地和利雅得。1818年，沙烏地政权首都德拉伊耶陷落，阿里帕夏处死了瓦哈卜的两名孙子，酋长阿卜杜拉·本·沙特也被押送至君士坦丁堡处决。

## 家庭
根据大英百科全书等学术文献，瓦哈卜在巴格达时曾与一富裕的妇女结婚，并在该女子去世后继承了他的财产。瓦哈卜共有6个儿子；侯赛因、阿卜杜拉、哈桑、阿里以及易卜拉欣，阿卜杜勒-阿齐兹则早夭。他的孩子们在家附近建立学校并向德拉伊耶和其他地区的学说传授学说。瓦哈卜的子孙谢赫家族在沙特阿拉伯国内与王室比肩，他们之间分享权力。沙特家族支持阿礼·谢赫们的宗教权威，而谢赫家族则支持沙特家族的政治权威，因着自身的政治、道德权威性为沙特家族的统治提供合法性。